# Intha umbilicalis
Intha umbilicalis е вид коремоного от семейство Planorbidae.

## Разпространение
Видът е разпространен в Бангладеш, Виетнам, Индия (Андхра Прадеш, Асам, Бихар, Делхи, Джаму и Кашмир, Западна Бенгалия, Мадхя Прадеш, Манипур, Махаращра, Ориса, Раджастан, Утар Прадеш и Утаракханд), Индонезия, Камбоджа, Китай, Лаос, Малайзия, Мианмар, Непал, Папуа Нова Гвинея, Провинции в КНР, Тайван, Тайланд, Филипини и Шри Ланка.